# Elvis Merzļikins
Elvis Merzļikins, né le 13 avril 1994 à Riga, en Lettonie, est un joueur professionnel de hockey sur glace letton évoluant au poste de gardien de but.

## Carrière de joueur
Passé par la filière junior du HC Lugano, Merzļikins débute en équipe première lors de la saison 2013-2014. Après une seule saison, lors de laquelle il reçoit le prix de révélation de l'année de LNA, il est repêché à la 76e position du repêchage d'entrée dans la LNH 2014 par les Blue Jackets de Columbus. Deux saisons plus tard, il mène Lugano en finale du championnat, ce qui lui vaut notamment le trophée Jacques-Plante du meilleur gardien. 
Le 5 octobre 2019, il joue son premier match dans la Ligue nationale de hockey avec les Blue Jackets chez les Penguins de Pittsburgh.

## Carrière internationale
Il représente la Lettonie au niveau international.

## Vie personnelle
Merzļikins est marié. Le couple annonce qu'ils attendent leur premier enfant en 2021. Durant la grossesse, l'ami proche du couple Matīss Kivlenieks est tué par un feu d'artifice qui se dirige en direction du couple. Lors de ses funérailles, Merzļikins déclare que Kivlenieks lui a sauvé la vie ainsi que celle de sa femme. Il déclare également que le deuxième prénom de son fils à venir sera Matiss en l'honneur de Kivlenieks. Le couple avait prévu demander à Kivlenieks le soir de l'accident d'être le parrain de leur fils. L'enfant, nommé Knox Matiss Merzlikins, nait le 20 août 2021.

## Statistiques

### En club
| Saison    | Équipe                   | Ligue |    | Saison régulière | Saison régulière | Saison régulière | Saison régulière | Saison régulière | Saison régulière | Saison régulière | Saison régulière | Saison régulière | Saison régulière |    | Séries éliminatoires | Séries éliminatoires | Séries éliminatoires | Séries éliminatoires | Séries éliminatoires | Séries éliminatoires | Séries éliminatoires | Séries éliminatoires | Séries éliminatoires |
| Saison    | Équipe                   | Ligue | PJ | V                | D                | Pr/N             | Min              | BC               | Moy              | % Arr            | Bl               | Pun              | PJ               | V  | D                    | Min                  | BC                   | Moy                  | % Arr                | Bl                   | Pun                  |                      |                      |
| 2013-2014 | HC Lugano                | LNA   | 22 | 12               | 10               | 0                | 1 269            | 45               | 2,13             | 92,4             | 1                | 2                | 1                | 0  | 1                    | 80                   | 1                    | 0,75                 | 97,6                 | 0                    | 0                    |                      |                      |
| 2014-2015 | HC Lugano                | LNA   | 22 | 14               | 9                | 0                | 1 309            | 57               | 2,61             | 91,5             | 1                | 8                | 1                | 0  | 1                    | 37                   | 2                    | 3,25                 | 85,7                 | 0                    | 0                    |                      |                      |
| 2015-2016 | HC Lugano                | LNA   | 46 | 23               | 13               | 5                | 2 713            | 125              | 2,76             | 92,2             | 1                | 4                | 15               | 8  | 6                    | 929                  | 36                   | 2,32                 | 93,7                 | 0                    | 0                    |                      |                      |
| 2016-2017 | HC Lugano                | LNA   | 41 | 21               | 16               | 3                | 2 408            | 116              | 2,89             | 91,6             | 3                | 2                | 11               | 5  | 6                    | 654                  | 25                   | 2,29                 | 93,3                 | 0                    | 10                   |                      |                      |
| 2017-2018 | HC Lugano                | NL    | 42 | 19               | 15               | 1                | 2 431            | 110              | 2,71             | 92,1             | 4                | 6                | 18               | 11 | 7                    | 1 103                | 40                   | 2,17                 | 93,4                 | 2                    | 0                    |                      |                      |
| 2018-2019 | HC Lugano                | NL    | 43 | 22               | 18               | 0                | 2 559            | 104              | 2,44             | 92,1             | 5                | 8                | 4                | 0  | 3                    | 273                  | 18                   | 3,95                 | 87,2                 | 0                    | 4                    |                      |                      |
| 2019-2020 | Blue Jackets de Columbus | LNH   | 33 | 13               | 9                | 8                | 1 815            | 71               | 2,35             | 92,3             | 5                | 0                | 2                | 1  | 1                    | 123                  | 4                    | 1,96                 | 94,6                 | 0                    | 0                    |                      |                      |
| 2019-2020 | Monsters de Cleveland    | LAH   | 2  | 1                | 1                | 0                | 118              | 3                | 1,52             | 94,9             | 0                | 0                | -                | -  | -                    | -                    | -                    | -                    | -                    | -                    | -                    |                      |                      |
| 2020-2021 | Blue Jackets de Columbus | LNH   | 28 | 8                | 12               | 5                | 1 497            | 69               | 2,77             | 91,6             | 2                | 0                | -                | -  | -                    | -                    | -                    | -                    | -                    | -                    | -                    |                      |                      |
| 2021-2022 | Blue Jackets de Columbus | LNH   | 59 | 27               | 23               | 7                | 3 320            | 178              | 3,22             | 90,7             | 2                | 8                | -                | -  | -                    | -                    | -                    | -                    | -                    | -                    | -                    |                      |                      |
| 2022-2023 | Blue Jackets de Columbus | LNH   | 30 | 7                | 18               | 2                | 1 560            | 110              | 4,23             | 87,6             | 0                | 4                | -                | -  | -                    | -                    | -                    | -                    | -                    | -                    | -                    |                      |                      |
| 2023-2024 | Blue Jackets de Columbus | LNH   | 41 | 13               | 17               | 8                | 2 259            | 130              | 3,45             | 89,7             | 1                | 4                | -                | -  | -                    | -                    | -                    | -                    | -                    | -                    | -                    |                      |                      |

### En équipe nationale
| Année | Équipe   | Compétition                                  |   | PJ  | Min | BC   | Moy  | % Arr | Bl | Pun                     |  | Résultat |
| 2016  | Lettonie | Championnat du monde                         | 6 | 268 | 10  | 2,91 | 91,2 | 0     | 0  | 13e place               |  |          |
| 2017  | Lettonie | Qualifications pour les Jeux olympiques 2018 | 2 | 90  | 4   | 1,33 | 93,1 | 0     | 0  | 2e place (non qualifié) |  |          |
| 2017  | Lettonie | Championnat du monde                         | 6 | 364 | 13  | 1,98 | 93,4 | 1     | 0  | 10e place               |  |          |
| 2018  | Lettonie | Championnat du monde                         | 6 | 360 | 9   | 1,50 | 94   | 2     |    | 8e place                |  |          |
| 2019  | Lettonie | Championnat du monde                         | 5 | 237 | 11  | 2,78 | 91,4 | 0     |    | 10e place               |  |          |
| 2022  | Lettonie | Championnat du monde                         | 5 | 226 | 16  | 4,26 | 87,6 | 0     |    | 10e place               |  |          |

## Trophées et honneurs personnels

### LNA/NL
- 2013-2014 : révélation de l'année
- 2015-2016 et 2017-2018 : trophée Jacques-Plante du meilleur gardien

### Coupe Spengler
- 2016 : meilleur gardien du tournoi

### LNH
- 2019-2020 : sélectionné dans l'équipe d'étoiles des recrues